# Dickson Experimental Sound Film
Dickson Experimental Sound Film ("pel·lícula sonora experimental", de William Dickson, en la qual ell mateix intervenia interpretant un violinista), és un breu curtmetratge d'uns 17 segons en el que es sincronitza el fonògraf amb el cinetoscopi (que van convergir en el quinetòfon), ambdós inventats per Thomas Edison, per tal d'aconseguir una filmació amb so sincronitzat, la primera de la història de la cinematografia. La pel·lícula, que data de l'any 1894, consisteix en la filmació simultània d'una petita sessió de violí (gravada per un cilindre de fonògraf que queda fora de camp) mentre dos homes, suposadament companys de laboratori de Dicskon i Edison, ballen alegrement al compàs de la música. La melodia és una barcarola procedent de l'òpera lleugera Les Cloches de Corneville, de Robert Planquette. La filmació va tenir lloc a l'estudi de Thomas Edison Black Maria.

## Restauració
No hi ha evidència de que la cinta s'arribés a exhibir públicament en el seu format original, i el cilindre amb el so va estar perdut durant molts anys fins que va ser trobat trencat en bocins durant els anys seixanta. La cinta de 35mm es trobava al Museu d'Art Modern de Nova York des de 1942. No obstant, la connexió entre el cilindre i la pel·lícula no va ser establerta fins al 1998, quan el cilindre fou reconstruït i va poder-se'n extreure i restaurar aproximadament dos minuts de so. La versió plenament restablerta, sincronitzada digitalment amb Avid per Walter Murch (la imatge, enregistrada a 40 fotogrames per segon, va haver de ser alentida), es va distribuir l'any 2000, convertint-se així en l'única pel·lícula de quinetòfon amb so gravat en directe que s'ha conservat, i en la pel·lícula sonora més antiga, amb més de 25 anys de diferència respecte a la resta. Amb tot, cal tenir en compte que no es tractava d'un veritable sistema de so i imatge sincrònics, ja que no estaven vinculats mecànicament.
Entre 1904 i 1913 es van rodar algunes pel·lícules més amb cert contingut argumental (Juli César, de 1904, és un bon exemple) amb el mètode del cinetoscopi.

## Interpretació
En el seu llibre The Celluloid Closet (1981) i a la seva subsegüent adaptació documental homònima (1995), l'historiador del cinema Vito Russo afirma que el títol original de la pel·lícula era The Gay Brothers. Aquesta afirmació, malgrat no tenir cap font fiable, ha popularitzat la noció que el contingut de la pel·lícula és homosexual, convertint-se així la idea que es tractava d'una de les primeres pel·lícules LGBT en una falsa creença a la xarxa. A més de la falta de proves per al títol que Russo atorga a la pel·lícula, la paraula "gai" no es va començar a fer servir com a sinònim d'"homosexual" fins entre els anys 20 i 40.